# Stok Lacki
Stok Lacki – wieś w Polsce położona w województwie mazowieckim, w powiecie siedleckim, w gminie Siedlce. Ma status sołectwa. Leży nad rzeką Helenka.
W latach 1975–1998 miejscowość administracyjnie należała do województwa siedleckiego.
Miejscowość położona jest 5 km od centrum Siedlec. Przez wieś przebiega droga wojewódzka nr 698 Siedlce – Łosice – Konstantynów – Terespol i droga powiatowa do Olszanki w powiecie łosickim.
Wierni Kościoła rzymskokatolickiego należą do parafii św. Mikołaja w Pruszynie oraz do parafii pw. Miłosierdzia Bożego w Siedlcach.

## Historia
Pierwsze wzmianki o wsi pochodzą z 1507 roku. W 1529 r. nazwa wsi była zapisywana jako Stoczek, w 1531 r. już jako Stok. Kolejno w latach 1552, 1564, 1580 i 1620 nazwa wsi dalej widniała jako Stok. Dopiero w XIX w. nazwa została zmieniona na Stok Lacki, z uwagi na znajdujący się 9 km na północ drugi Stok, obecnie znany jako Stok Ruski.   
23 stycznia 1863 r. w czasie powstania styczniowego w Stoku Lackim doszło do powstańczego ataku na magazyny broni i zaopatrzenia 19 Kostromskiego Pułku Piechoty, stacjonującego wówczas w tej wsi. Ataku dokonał oddział dowodzony przez Mikołaja Moritza i Aleksandra Olszewskiego, liczący ponad 300 powstańców. Do akcji włączył się maszerujący z Łosic oddział Władysława Czarkowskiego. Atak zakończył się porażką, do więzienia w Siedlcach wzięto 40 powstańców m.in. Moritza i Olszewskiego. W bitwie zginęło 10 powstańców, 26 było rannych. Straty wojsk carskich wynosiły 7 poległych i 10 rannych.  
W 1915 r. w Stoku Lackim znajdowała się Publiczna Szkoła Elementarna, która mieściła się w prywatnym mieszkaniu miejscowych rolników. W 1921 r. powstała Szkoła Powszechna. Po II wojnie światowej, szkoła została przeniesiona do Pałacu Wyszomirskich w Stoku Lackim-Folwark. W 1964 r. wybudowano nowy budynek szkoły ze znajdującym się dzisiaj Zespołem Oświatowym im. Jana Pawła II.  
W październiku 2008 r. została oddana do użytku sala gimnastyczna, w 2013 r. otwarto publiczne przedszkole. W 2017 r. szkoła w Stoku Lackim przeszła rozbudowę o nowe sale lekcyjne i remont starej części budynku. W 2021 r. szkoła przeszła kolejną rozbudowę o nowe sale przedszkolne oraz modernizację pozostałych części szkoły. 